# サイモン・ヘイル
サイモン・ヘイル（Simon Hale、1964年 - ）は、イギリス出身の作曲家、編曲家、およびキーボーディスト。

## 生い立ち
1964年にイギリスのバーミンガムで生まれ、サウスマンチェスターとバーミンガムの2つの地で幼少期を送った。1982年にロンドンへ上京し、ロンドン大学のゴールドスミス・カレッジにて、1985年までポピュラー音楽について学んだ。
妻は、ソプラノ歌手のクライア・ムーア。兄は、シャーデーのメンバー・アンドリュー・ヘイル。

## 来歴
ジャミロクワイやビョーク、BT、ダンカン・シーク、マッドネス、インコグニート、スーパーグラス、ザ・ビューティフル・サウス、ジョージ・ベンソン、シャルロット・チャーチ、ロビン・ギブなどのアーティストの楽曲の編曲を手掛けたことで知られる。
編曲と同時に、映画『この世の果ての家』とブロードウェイミュージカル『春のめざめ』のために書き下ろされたダンカン・シークの楽曲のオーケストラ・アレンジメントも手掛けた。後者は、2007年の第61回トニー賞で、「ベスト・オーケストレーション」を含む8部門での受賞を果たしている。
なお、キャストレコーディング音源は、2008年の第50回グラミー賞にて、「最優秀ミュージカルアルバム賞」を獲得した。ヘイルは、自身の作品を1994年にリリースしている。『イースト・フィフティーン』と銘打ったこのアルバムは、ピアノ、トランペット/フリューゲル・ホーン、テナー・サックス、パーカッション、ストリングスなどの演奏曲が収録されている。
2008年1月にリヴァプールのフィルハーモニーホールで行われたフレッシュフェスティバルでは、ザ・ベイズとともにパフォーマンスで参加。コンサートは、ヘイルとジョン・メトカルフによってほぼ全編ステージで即興で演奏された。2009年には、オーストラリアの歌手ティナ・アリーナの7作目のスタジオアルバムで1作目のカバーアルバムでもある、『Song of Love & Loss』でオーケストラを手掛けた。
また、リンカーン・センターのミュージカル作品『神経衰弱ぎりぎりの女たち』でも管弦楽の編曲を担当。2010年11月4日にブロードウェイの「べラスコ劇場」で公開された。同作品は、2011年5月にドラマ・デスク・アワード「編曲賞」にノミネートされた。また、2011年6月に行われたメルトダウン・フェスティバルでは、ロイヤル・フェスティバル・ホールでのレイ・デイヴィスのパフォーマンスでコーラス・アレンジを手掛けた。
2012年6月には日本武道館で開催された布袋寅泰の『GREATEST SUPER LIVE GUITAR×SYMPHONY HOTEI with THE ORCHESTRA World Premiere』に指揮者およびピアニストとして参加し、東京ニューシティ管弦楽団とも共演した。
兄のアンドリュー・ヘイルと共に共同で制作したゲームソフト「L.A.ノワール」のサウンドトラックでは、ピアノ演奏や編曲、レコーディングでの指揮も担当した。同作は、英国アカデミー賞「最優秀音楽賞」を受賞した。その他にも、2011年の末にはスティーヴン・ソンドハイムのシェフィールドの劇場での新作品で編曲を担当、2014年夏にボストンで開催され翌2015年にはブロードウェイにも登場した、ミュージカル『ファインディング・ネバーランドの編曲も手掛けた。
2015年には、自身が参加したサム・スミスのアルバム『イン・ザ・ロンリー・アワー』でグラミー賞にノミネートされたほか、映画『007 スペクター』のサム・スミスの主題歌「ライティングズ・オン・ザ・ウォール」でも編曲を手掛けた。2019年には、第73回トニー賞で、自身が編曲を手掛けたミュージカル『トッツィー』が「最優秀編曲賞」にノミネートされた。
2016年、宇多田ヒカルのアルバム『Fantome』にストリングスアレンジで参加。次作『初恋』にも加わった。
2020年には、Mr.Childrenの20枚目のアルバム『SOUNDTRACKS』にも、20年来の付き合いだというスティーヴ・フィッツモーリスとともに参加した。2022年にはベスト・アルバム『Mr.Children 2015-2021 & NOW』収録曲「生きろ」に参加。

## 作品
- 『East Fifteen』（1994年）

## プロデュース作品
- 山下久美子
  - 「宝石」（山下久美子と共同）
  - 『LOVE and HATE』（山下久美子と共同）
  - 「DRIVE ME CRAZY」（山下久美子と共同）
  - 「永遠の夏」（布袋寅泰と共同）
  - 『SUCCESS MOON』（布袋寅泰と共同）

## 編曲
- 布袋寅泰
  - 「薔薇と雨」（布袋寅泰と共同）

- 山下久美子
  - 「宝石」
  - 「DRIVE ME CRAZY」
  - 「永遠の夏」（布袋寅泰と共同）
  - 「Close your eyes」
  - 「ベジタリアン」

## 参加作品
- 宇多田ヒカル
  - 『Fantome』
  - 『初恋』

- 布袋寅泰
  - 『GUITARHYTHM IV』
  - 『命は燃やしつくすためのもの』
  - 『MONSTER DRIVE』
  - 『ALL TIME SUPER BEST』
  - 『MTV UNPLUGGED』
  - 『COME RAIN COME SHINE』
  - 『STRANGERS』
  - 『GUITARHYTHM VII』

- Mr.Children
  - 『SOUNDTRACKS』
  - 「生きろ」
  - 『miss you』
  - 「記憶の旅人」

- 山下久美子
  - 『SMILE』

- ジャミロクワイ
  - 楽曲『キング・フォー・ア・デイ』（1999年のアルバム『シンクロナイズド』に収録）
  - 楽曲『コーナー・オブ・ジ・アース』（2001年のアルバム『ファンク・オデッセイ』に収録）